# Berryz Kobo
Berryz Kobo (Berryz工房?   literalmente Taller Berryz), a veces romanizado Berryz Koubou o Berryz Kōbō, fue un grupo de J-Pop femenino dentro de Hello! Project. Los ocho miembros originales eran de Hello! Project Kids y a menudo eran las bailarinas de fondo para los vídeos musicales de W (Double You). Antes de la formación del grupo, algunas integrantes trabajaban con otros miembros de Morning Musume en proyectos como Aa! y ZYX, y en la película de MiniMoni Mini Moni ja Movie: Okashi na Daibōken!.

## Historia
2002–2003: Hello! Project Kids
El 30 de junio de 2002, todos los miembros de Berryz Koubou fueron inicialmente escogidos para formar parte de Hello! Project Kids. Más tarde en ese año, Sudo Maasa y Sugaya Risako empezaron a formar parte de 4KIDS y aparecieron en la película Minimoni the Movie Okashi na Daibouken!, mientras que los otros miembros participaron en la película Koinu Dan no Monogatari.
Un año después, algunos miembros fueron escogidos para formar parte de units lideradas por miembros de Morning Musume: Natsuyaki Miyabi fue seleccionada para estar en Aa!, mientras que Shimizu Saki y Tsugunaga Momoko fueron escogidas para estar en ZYX. Ambas units duraron poco tiempo y pararon sus actividades cuando se formó Berryz Koubou en enero de 2004.
2004
Fue anunciado que Berryz Koubou sería un grupo en el Hello! Project Club Event el 14 de enero de 2004. Actuaron por primera vez como grupo en el Hello! Project 2004 Winter ~C'MON! Dance World~.
El 3 de marzo, lanzaron su primer sencillo, Anata Nashide wa Ikite Yukenai. A diferencia de la mayoría de grupos de Hello! Project, el primer sencillo de Berryz Koubou no fue un single indie.
El 28 de abril, Berryz Koubou lanzó su segundo sencillo llamado Fighting Pose wa Date ja nai!. Vendió 9,634 copias, convirtiéndose en el sencillo menos vendido de Berryz Koubou.
El 26 de mayo, lanzaron su tercer sencillo titulado Piriri to Yukou!.
El 4 de julio, sacaron su primer álbum de estudio, 1st Chou Berryz.
A principios de agosto, hicieron un tour junto a W titulado 2004 Natsu First Concert Tour "W Standby! W & Berryz Koubou!". Todos los miembros tuvieron que hacer playback debido a su inexperiencia. Luego, aparecieron en los vídeos musicales de Aa Ii na! y Robo Kiss de W.
El 25 de agosto, sacaron su cuarto sencillo, Happiness ~Koufuku Kangei!~. Alcanzó el octavo puesto en el Oricon Weekly, convirtiéndose en su posición más alta en aquel momento.
El 10 de noviembre, sacaron su quinto sencillo, Koi no Jubaku.
El 1 de enero, se unieron junto a todos los demás miembros de Hello! Project, a H.P. All Stars. Lanzaron solo un sencillo, ALL FOR ONE & ONE FOR ALL!.
2005
"Special Generation" fue lanzado el 30 de marzo de 2005 y consiguió el puesto 7 en las listas semanales de ventas de Oricon. Fue el primer sencillo del grupo en vender más de 20,000 copias (vendió un total de 24,449 copias) y alcanzó el cuarto puesto. En ese momento, la edad promedio del grupo era menor de 12 años. "Special Generation" se convirtió en una de las canciones más icónicas de Berryz Koubou.
El 20 de mayo, lanzaron su álbum de fotos de grupo titulado "Berryz Koubou".
El 8 de junio, lanzaron su séptimo sencillo Nanchuu Koi wo Yatteruu YOU KNOW?. Se usó como ending del anime Patalliro Saiyuki!.
A mediados de junio, el grupo tuvo su primer tour titulado: Berryz Koubou Live Tour 2005 Shoka Hatsu Tandoku ~Marugoto~. Las chicas todavía eran algo inexperenciadas por lo que en algunas canciones hicieron playback.
El 3 de agosto, lanzaron su octavo sencillo 21ji Made no Cinderella. Este se convertiría en el último sencillo de Ishimura Maiha, ya que, el 11 de septiembre, se anunció que se graduaría de Berryz Koubou y Hello! Project para centrarse en los estudios.
A mediados de septiembre, tuvieron su último tour junto a W. El tour se tituló 2005nen Natsu W & Berryz Koubou Concert Tour "HIGH SCORE!".
El 2 de octubre, Ishimura Maiha se graduó de Berryz Koubou y Hello! Project. Su graduación tuvo lugar en la última noche del Berryz Koubou Live Tour 2005 Aki ~Switch ON!~, convirtiéndola en la segunda miembro de Hello! Project no miembro de Morning Musume en tener concierto de graduación (la primera fue Heike Michiyo).
El 16 de noviembre, el grupo lanzó su segundo álbum de estudio Dai ② Seichouki. Ishimura Maiha apareció, sin acreditar, pero solo en los primeros singles del grupo.
El 25 de noviembre, sacaron su noveno sencillo Gag 100kaibun Aishite Kudasai. Este fue el primer sencillo sin Ishimura Maiha. También se usó como tema principal de la película Futari wa Precure Max Heart 2: Yukizora no Tomodachi.
El 5 de diciembre, lanzaron su primer miniálbum Special! Best Mini ~2.5maime no Kare~.
2006
El 29 de marzo, Berryz Koubou lanzó su décimo sencillo Jiriri Kiteru.
El 5 de junio, lanzaron su tercer álbum ③ Natsu Natsu Mini Berryz. Aunque fuese un miniálbum, se consideró su tercer álbum oficial de estudio.
El 2 de agosto, lanzó su decimoprimer sencillo titulado Waracchaou yo BOYFRIEND.
Del 1 al 12 de noviembre, protagonizaron la obra Gekiharo, y su primera obra de teatro como grupo, Edo Kara Chakushin!? ~Timeslip to Kengai!~.
El 6 de diciembre, lanzaron su decimosegundo sencillo Munasawagi Scarlet.
2007
En febrero de 2007, Berryz Koubou anunció que darían un concierto en el Saitama Super Arena el 1 de abril. No solo las entradas para los dos conciertos se agotaron casi dos meses antes del evento (un total de 20,000 asientos), sino que estos conciertos marcaron un hecho histórico en el grupo, porque fue la primera actuación en el Arena, cuyos miembros no superaban la edad de 14 años (destronando así a Morning Musume cuya edad media de sus integrantes era de 16.3).
El 7 de marzo, lanzaron su decimotercer sencillo, VERY BEAUTY.
El 27 de junio, lanzaron su 14º sencillo, Kokuhaku no Funsui Hiroba. Este sencillo superó a Special Generation en ventas y en posición, convirtiéndose en el sencillo con mejores resultados por ese momento.
El 1 de agosto, lanzaron su cuarto álbum 4th Ai no Nanchara Shisuu.
El 28 de noviembre, lanzaron su 15º sencillo Tsukiatteru no ni Kataomoi.
A finales de año, participaron en la 58.ª edición del NHK Kouhaku Uta Gassen, como parte del grupo especial junto a Morning Musume y ℃-ute.
2008
El 12 de marzo, Berryz Koubou sacó su 16º sencillo Dschinghis Khan. Fue la primera y única cover en utilizarse como A-side del single. También se convirtió en el sencillo con más ventas de Berryz Koubou por 6 años.
El 9 de julio, lanzaron su 17º sencillo Yuke Yuke Monkey Dance.
El 10 de septiembre, lanzaron su quinto álbum, 5(FIVE).
Berryz Koubou participó en el Festival de la Canción de Asia 2008 en Corea del Sur representando a Japón, junto con w-inds y Tsuchiya Anna. Esta fue la primera vez que cantaron en el extranjero. El 3 de octubre, cantaron Dschinghis Khan, Tsukiatteru no ni Kataomoi, Yuke Yuke Monkey Dance, y Special Generation. Y el 4, cantaron Dschinghis Khan y Yuke Yuke Monkey Dance. También tuvieron un evento de handshake. Berryz ganó el premio al Mejor Nuevo Artista de Asia junto con el grupo de SM Entertainment, Shinee.
El 5 de noviembre, lanzaron su 18º sencillo MADAYADE.
El 12 de diciembre, se realizó el concierto del 20 aniversario de Sharam Q en el Nippon Budokan. Berryz Koubou cantó Dschinghis Khan (con ℃-ute), MADAYADE, y LOVE Machine (con ℃-ute y Morning Musume).
El 17 de diciembre, estuvieron en la 41 edición del Nippon Yuusen Taishou Ongaku Shoujushou Award Show en el Nakano Sun Plaza y fueron las subcampeonas del premio Wired Music Prize, que premiaba las canciones más amadas por la gente (la canción de ese año fue "Heart"). Cantaron Dschinghis Khan.
2009
En ese año, Berryz Koubou tuvo su primer mini concierto en el extranjero (Berryz Koubou MINI LIVE in KOREA).
El 14 de enero, lanzaron su primer best album, Berryz Koubou Special Best Vol. 1.
El 11 de marzo, lanzaron su 19º sencillo Dakishimete Dakishimete.
El 25 de abril, durante su Berryz Koubou Concert Tour 2009 Haru ~Sono Subete no Ai ni~, el grupo celebró su 100º concierto. Durante el concierto, se puso un vídeo especial mostrando todos los conciertos desde el primero.
El 3 de junio, lanzaron su 20.º sencillo Seishun Bus Guide / Rival.
El 11 de noviembre, lanzaron su 21.er sencillo Watashi no Mirai no Danna-sama / Ryuusei Boy.
2010
El 3 de marzo, Berryz lanzó su 22.º sencillo Otakebi Boy WAO! / Tomodachi wa Tomodachi Nanda!. "Tomodachi wa Tomodachi Nanda" fue una canción tributo al miembro graduado Ishimura Maiha.
El 31 de marzo, lanzaron su sexto álbum 6th Otakebi Album.
El 14 de julio, lanzaron su 23.er sencillo Maji Bomber!!. Tuvieron un mini concierto en Tower Records Shibuya el 17 de julio para promocionar el sencillo.
El 10 de noviembre, lanzaron su 24.º sencillo Shining Power.
En noviembre, en el último día de su concierto Berryz Koubou 2010 Aki ~BeriKou Fest!~, Shimizu Saki anunció que el grupo estaría en la Sakura Con 2011 de Seattle, Washington el próximo abril. Las noticias fueron confirmadas por la página web de Sakura Con, que las añadió como invitadas.
2011
El 2 de marzo, Berryz Koubou lanzó su 25º sencillo Heroine ni Narou ka!. Alcanzó el primer puesto en el Oricon Daily, siendo su primer sencillo en hacerlo. También fue su primer sencillo en no tener relación con Inazuma Eleven desde Dakishimete Dakishimete.
El 30 de marzo, justo un año después de su último álbum, lanzaron su séptimo álbum ⑦ Berryz Times.
El 23 de abril, estuvieron en la Sakura Con 2011 en Seattle, Washington. Atrajeron a una multitud de 3,500 personas según el tuit de HelloStoreUSA. Las chicas también tuvieron dos sesiones de autógrafos, una el viernes 22 y otra el domingo 24. También tuvieron una sesión de Q&A el 22 de abril.
El 8 de junio, lanzaron su 26º sencillo Ai no Dangan.
El 10 de agosto, lanzaron su 27º sencillo Aa, Yo ga Akeru.
El 11 de agosto, lanzaron un sencillo colaboración junto a ℃-ute, Mano Erina, y S/mileage como Bekimasu titulado Makeruna Wasshoi!.
El 9 de noviembre, Berryz Koubou y ℃-ute lanzaron un single colaborativo, Amazuppai Haru ni Sakura Saku, como BeriKyuu. El sencillo fue lanzado para promocionar la película Ousama Game en la que ambos grupos aparecen.
El 16 de noviembre, Berryz Koubou lanzó su cuarto sencillo colaboración del 2011 titulado Busu ni Naranai Tetsugaku, junto a Morning Musume, ℃-ute, Erina Mano, y S/mileage como Hello! Project Mobekimasu.
2012
El 22 de febrero, lanzaron su octavo álbum, Ai no Album ⑧.
El 21 de marzo, Berryz Koubou lanzó su 28º sencillo Be Genki (Naseba Naru!). Fue previamente anunciado en el blog de Shimizu Saki.
El 28 de abril, el segundo sencillo con ℃-ute como BeriKyuu fue lanzado. Se tituló Chou HAPPY SONG. El sencillo fue un remix de la canción de Berryz Koubou "Because Happiness" de su álbum "Ai no Album ⑧".
El 25 de julio, lanzaron su 29º sencillo cha cha SING.
En octubre, los miembros abrieron su propio blog oficial a excepción de Shimizu Saki, quien ya tenía uno.
El 19 de diciembre, lanzaron su 30.º sencillo WANT!. El sencillo se había anunciado ya en septiembre.
2013
El 1 de enero, se anunció que el siguiente sencillo de Berryz Koubou se llamaría "Asian Celebration". El siguiente día, el primer día del tour Hello! Project Tanjou 15 Shuunen Kinen Live 2013 Fuyu ~Viva!~, Berryz Koubou cantó Asian Celebration por primera vez.
El 30 de enero, lanzaron su noveno y último álbum de estudio, Berryz Mansion 9kai.
El 13 de marzo, su 31.er sencillo Asian Celebration fue lanzado.
El 30 de abril, Natsuyaki Miyabi fue nombrada sub-capitana de Berryz Koubou.
El 19 de mayo, Tsunku anunció en el Hello! Project Yaon Premium Live ~Soto Fest~ que Berryz Koubou tendría su primer concierto en el Nippon Budokan el 29 de noviembre. El concierto se tituló Berryz Koubou 10 Shuunen Kinen Budokan Special Live ~Yappari Anata Nashide wa Ikite Yukenai~.
El 24 y 25 de mayo, Berryz Koubou cantó en Taipéi, Taiwán por primera vez. El 24, tuvieron el "Berryz Koubou worldwide handshake event in Taipei". Y el 25, cantaron para sus aficionados en "The Wall".
El 19 de junio, su 32.º sencillo Golden Chinatown / Sayonara Usotsuki no Watashi fue lanzado.
El 6 de agosto, se anunció que Berryz Koubou y Juice=Juice tendrían un live house fan club tour juntos. Se tituló "Naruchika 2013 Aki Berryz Koubou x Juice=Juice" y duró del 12 de octubre al 17 de noviembre.
El 2 de octubre, lanzaron su 33° sencillo Motto Zutto Issho ni Itakatta / ROCK Erotic. Fue lanzado en el 8º aniversario de la graduación de Maiha Ishimura del grupo. El sencillo vendió más de 40 000 copias superando a Dschinghis Khan.
2014
El 10 de febrero, lanzaron su 34º sencillo Otona na no yo! / 1oku 3zenman Sou Diet Oukoku.
El 26 de febrero, lanzaron su segundo best album, Berryz Koubou Special Best Vol. 2.
El 3 de marzo, Berryz Koubou celebró su décimo aniversario. Una página web fue creada para esta ocasión y hubo una actuación especial de décimo aniversario, una conferencia de prensa, y una campaña nacional. Por un tiempo limitado, AmazonMP3 en Japón, vendió el Berryz Koubou Special Best Vol. 1 y otros álbumes a menor precio en honor a su décimo aniversario.
El 17 de marzo, se anunció que Berryz Koubou serían las "Embajadoras del Futuro de Tochigi" y que cantarían el tema principal de la mascota de Tochigi.
El 15 de abril, se anunció que Berryz Koubou y ℃-ute estaban invitadas a la 15th Japan Expo en París como invitadas especiales de honor.
El 4 de junio, lanzaron su 35º sencillo Ai wa Itsumo Kimi no Naka ni / Futsuu, Idol 10nen Yatterannai Desho!?. El sencillo conmemora el décimo aniversario del grupo.
El 2 de agosto, durante el concierto Hello! Project 2014 SUMMER ~KOREZO!~ en el Nakano Sun Plaza, Shimizu Saki anunció que Berryz Koubou entraría en un hiatus indefinido después de su tour de primavera. A pesar de llamarse "hiatus indefinido", es una separación a ojos del grupo. Por todo un año, los miembros han estado discutiendo sobre el futuro del grupo y llegaron a la conclusión de un hiatus indefinido para alcanzar sus propias metas personales.
El 28 de septiembre, Berryz Koubou cantó en el festival de música Aomori SHOCK ON open-air 2014 junto a otros artistas.
El 12 de noviembre, Berryz Koubou lanzó su 36º y último sencillo Romance wo Katatte / Towa no Uta. Se anunció durante un evento de lanzamiento del sencillo, que el último álbum de Berryz Koubou se titularía Kanjuku Berryz Koubou The Final Completion Box y que se lanzaría el 21 de enero de 2015. También se anunció que su concierto final sería en el Nippon Budokan el 3 de marzo de 2015, en su decimoprimer aniversario.
2015
El 21 de enero, Berryz Koubou lanzó su tercer best album y su último álbum en general, Kanjuku Berryz Koubou The Final Completion Box. Alcanzó el quinto puesto en el Oricon Weekly y vendió 22,128 copias.
El 3 de febrero, Berryz Koubou tuvo su último evento en el extranjero, Berryz Kobo NARUCHIKA 2015 in Bangkok.
El 28 de febrero y el 1 de marzo, Berryz Koubou actuó junto a todos los grupos de Hello! Project en el Berryz Koubou Matsuri. El concierto fue un evento de cuatro horas en el que los grupos de Hello! Project daban tributo a Berryz Koubou y units viejas se revivieron para esta ocasión.
El 3 de marzo, Berryz Koubou tuvo su último concierto, Berryz Koubou Last Concert 2015 Berryz Koubou Ikube!. Menos Tsugunaga Momoko, todos los demás miembros se graduaron de Hello! Project.
2025
UP-FRONT anunció que a partir del 2 de enero, toda su discografía se puede encontrar en plataformas de streaming (incluso en el extranjero).

## Actuaciones Fuera de Japón
Durante su carrera, Berryz Koubou ha tenido varias apariciones y actuaciones fuera de Japón para sus aficionados extranjeros. Han tenido nueve apariciones oficiales fuera de Japón; tres en Tailandia, dos en Corea, dos en Estados Unidos, una en Taiwán y una en París.
El 21 de junio de 2009, Berryz Koubou tuvo un mini concierto en Corea del Sur en el Yonsei University Auditorium titulado "Berryz Koubou MINI LIVE in Korea". Este fue el primer concierto del grupo en el extranjero.
El 27 de marzo de 2010, Berryz Koubou tuvo su primer concierto en Tailandia, Berryz Koubou First Live in Bangkok, en el Indoor Stadium Hua Mak Sports Complex.
Del 22 al 24 de abril, Berryz Koubou tuvo su primer concierto en Estados Unidos. El concierto, Berryz Kobo First Concert in the USA, tuvo lugar en la Sakura Con 2011 y hubo una audiencia de 3,500 personas que viajaron por todo el mundo para verlas. Aparecieron en las ceremonias de apertura y clausura de la convención, y tuvieron una sesión de Q&A, dos sesiones de autógrafos de 60 minutos y el concierto.
Del 8 al 10 de junio, Berryz Koubou estuvo en el AnimeNEXT 2012 en New Jersey; su segunda vez en Estados Unidos. Su concierto fue lanzado en DVD como AnimeNEXT 2012 in USA.
El 9 de marzo de 2013, tuvieron su segundo concierto en Tailandia, Berryz Kobo Concert Tour 2013 Spring in Bangkok.
Del 24 al 26 de mayo de 2013, tuvieron su primera aparición en Taiwán. Cuando llegaron, alrededor de 150 aficionados estaban esperando en el aeropuerto. El 24 de mayo, participaron en el "Berryz Koubou Worldwide Handshake Event in Taipei", atrayendo a 500 aficionados a unirse a la actividad. El 25 de mayo, actuaron para sus aficionados en The Wall. Casi todos los tickets se vendieron. El 26 de mayo, tuvieron un "Berryz Koubou Festival in Taipei" en un casi vendido venue (alrededor de 500 aficionados).
El 14 de abril de 2014, cantaron en M! Countdown, un programa de TV coreano. Sugaya Risako colaboró con otros artistas coreanos y cantaron Let It Go. Berryz Koubou luego cantó Asian Celebration y Otona na no yo!.
Del 2 al 4 de julio de 2014, estuvieron en la Japan Expo de París, Francia junto a ℃-ute. El DVD de la actuación salió el 7 de enero de 2015 titulado Japan Expo 15th Anniversary: Berryz Kobo×℃-ute in Hello!Project Festival.
El 3 de febrero, Berryz Koubou tuvo su último evento en el extranjero, Berryz Kobo NARUCHIKA 2015 in Bangkok.

## Miembros
Miembros en el momento del hiatus
| Nombre           | Fecha de Nacimiento     | Prefectura natal | Sencillo debut                 | Sencillo final                   |
| ---------------- | ----------------------- | ---------------- | ------------------------------ | -------------------------------- |
| Saki Shimizu     | 22 de noviembre de 1991 | Kanagawa         | Anata Nashide wa Ikite Yukenai | Romance wo Katatte / Towa no Uta |
| Momoko Tsugunaga | 6 de marzo de 1992      | Chiba            | Anata Nashide wa Ikite Yukenai | Romance wo Katatte / Towa no Uta |
| Chinami Tokunaga | 22 de mayo de 1992      | Kanagawa         | Anata Nashide wa Ikite Yukenai | Romance wo Katatte / Towa no Uta |
| Maasa Sudō       | 3 de julio de 1992      | Tokio            | Anata Nashide wa Ikite Yukenai | Romance wo Katatte / Towa no Uta |
| Miyabi Natsuyaki | 25 de agosto de 1992    | Chiba            | Anata Nashide wa Ikite Yukenai | Romance wo Katatte / Towa no Uta |
| Yurina Kumai     | 3 de agosto de 1993     | Kanagawa         | Anata Nashide wa Ikite Yukenai | Romance wo Katatte / Towa no Uta |
| Risako Sugaya    | 4 de abril de 1994      | Kanagawa         | Anata Nashide wa Ikite Yukenai | Romance wo Katatte / Towa no Uta |

Graduadas
| Nombre         | Fecha de Nacimiento     | Prefectura natal | Sencillo debut                 | Sencillo final          |
| -------------- | ----------------------- | ---------------- | ------------------------------ | ----------------------- |
| Maiha Ishimura | 20 de noviembre de 1992 | Chiba            | Anata Nashide wa Ikite Yukenai | 21ji Made no Cinderella |

## Discografía
Sencillos
- Anata Nashi de wa Ikite Yukenai
- Fighting Pose wa Date ja nai!
- Piriri to Yukou!
- Happiness ~Koufuku Kangei!~
- Koi no Jubaku
- Special Generation
- Nanchuu Koi wo Yatteruu YOU KNOW?
- 21ji Made no Cinderella
- Gag 100kaibun Aishite Kudasai
- Jiriri Kiteru
- Waracchaou yo BOYFRIEND
- Munasawagi Scarlet
- VERY BEAUTY
- Kokuhaku no Funsui Hiroba
- Tsukiatteru no ni Kataomoi
- Dschinghis Khan
- Yuke Yuke Monkey Dance
- MADAYADE
- Dakishimete Dakishimete
- Seishun Bus Guide / Rival
- Watashi no Mirai no Danna-sama / Ryuusei Boy
- Otakebi Boy WAO! / Tomodachi wa Tomodachi Nanda!
- Maji Bomber!!
- Shining Power
- Heroine ni Narou ka!
- Ai no Dangan
- Aa, Yo ga Akeru
- Be Genki (Naseba Naru!)
- Cha cha SING
- WANT!
- Asian Celebration
- Golden Chinatown / Sayonara Usotsuki no Watashi
- Motto Zutto Issho ni Itakatta / ROCK Erotic
- Otona na no yo! / 1oku 3zenman Sou Diet Oukoku
- Ai wa Itsumo Kimi no Naka ni / Futsuu, Idol 10nen Yatterannai Desho!?
- Romance wo Katatte / Towa no Uta

Sencillos de Colaboración
- ALL FOR ONE & ONE FOR ALL! (H.P. All Stars)
- Dschinghis Khan Tartar Mix (ジンギスカン タルタルミックス) (feat Dschingis Khan)
- Makeruna Wasshoi! (負けるな わっしょい!) (Sencillo indie de Bekimasu)
- Busu ni Naranai Tetsugaku (ブスにならない哲学) (Mobekimasu)
- Chou HAPPY SONG (超HAPPY SONG) (BeriKyuu)

Álbumes
de estudio
- 1st Chou Berryz (１ｓｔ 超ベリーズ)
- Dai ② Seichouki (第②成長記)
- 4th Ai no Nanchara Shisuu (4th 愛のなんちゃら指数)
- 5(FIVE)
- 6th Otakebi Album (６ｔｈ 雄叫びアルバム)
- ⑦ Berryz Times (7　Ｂｅｒｒｙｚ　タイムス)
- Ai no Album ⑧ (愛のアルバム⑧)
- Berryz Mansion 9kai (Berryz マンション 9 改)

recopilación
- Berryz Koubou Special Best Vol. 1 (Berryz工房 スペシャル ベスト Vol.1)
- Berryz Koubou Special Best Vol. 2 (Berryz工房 スペシャル ベスト Vol. 2)
- Kanjuku Berryz Koubou The Final Completion Box

EP
- Special! Best Mini ~2.5maime no Kare~ (スッペシャル! ベストミニ ~2.5枚目の彼~)
- ③ Natsu Natsu Mini Berryz (3夏夏ミニベリーズ)